# Andy Lau
Andy Lau (hagyományos kínai: 劉德華, Jyutping: Lau4 Dak1waa4, pinjin: Liú Déhuá, magyaros: Liu Tö-hua; Hongkong, 1961. szeptember 27. –) hongkongi színész, énekes és filmproducer. Az egyik legsikeresebb hongkongi színész, az 1980-as évek óta több mint 160 filmben szerepelt. Az 1990-es évek óta a média a kantopop „négy mennyei királya” (四大天王) között tartja számon Aaron Kwok, Jacky Cheung és Leon Lai mellett. Külföldön többek között A repülő tőrök klánja és a Szigorúan piszkos ügyek című filmekkel vált ismertté.